# Hestimodema latevittata
Hestimodema latevittata är en spindelart som beskrevs av Simon 1909. Hestimodema latevittata ingår i släktet Hestimodema och familjen taggfotsspindlar.
Artens utbredningsområde är Western Australia. Inga underarter finns listade i Catalogue of Life.